# Superliga de Serbia 2008-09
La Superliga de Serbia en su temporada 2007-08, fue la 3ª edición del torneo. El campeón fue el club Partizan de Belgrado que consiguió su 21° título en su historia; logró además el doblete al vencer en la final de la copa al FK Sevojno.

## Formato de competición
Los doce clubes en la competición se agrupan en un único grupo en que se enfrentan tres veces a sus oponentes en dos ruedas (ida y vuelta). Al final de la temporada el último clasificado es relegado a Segunda Liga.
Se decidió que la temporada 2009-10 contará con 16 equipos, por lo que cinco clubes de Prva Liga Srbija serán promovidos directamente.
Antes del inicio del campeonato el club FK Mladost Lučani declinó su participación para la temporada 2008-09 debido a problemas financieros. El lugar dejado por Mladost Lucani fue dado al penúltimo clasificado de la anterior temporada el FK Banat Zrenjanin por la Asociación Serbia de Fútbol.

## Posiciones
|  |     | Equipo                 | PJ | PG | PE | PP | GF | GC | DG  | PTS |
|  | --- | ---------------------- | -- | -- | -- | -- | -- | -- | --- | --- |
|  | 1.  | Partizan Belgrado      | 33 | 25 | 5  | 3  | 63 | 15 | +48 | 80  |
|  | 2.  | Vojvodina Novi Sad     | 33 | 18 | 7  | 8  | 46 | 25 | +21 | 61  |
|  | 3.  | Estrella Roja Belgrado | 33 | 17 | 8  | 8  | 59 | 32 | +27 | 59  |
|  | 4.  | Javor Ivanjica         | 33 | 13 | 14 | 6  | 39 | 27 | +12 | 53  |
|  | 5.  | Borac Čačak            | 33 | 9  | 13 | 11 | 28 | 35 | -7  | 40  |
|  | 6.  | Hajduk Kula            | 33 | 9  | 11 | 13 | 23 | 34 | -11 | 38  |
|  | 7.  | Napredak Kruševac      | 30 | 8  | 14 | 8  | 28 | 37 | -9  | 38  |
|  | 8.  | Rad Belgrado           | 33 | 7  | 15 | 11 | 27 | 35 | -8  | 36  |
|  | 9.  | Čukarički Belgrado     | 33 | 9  | 8  | 16 | 30 | 39 | -9  | 35  |
|  | 10. | FK Jagodina            | 33 | 10 | 4  | 19 | 28 | 47 | -19 | 34  |
|  | 11. | OFK Belgrado           | 33 | 8  | 9  | 16 | 28 | 54 | -26 | 33  |
|  | 12. | Banat Zrenjanin        | 33 | 7  | 10 | 16 | 21 | 40 | -19 | 31  |

### Máximos Goleadores
| Goles          | Jugador           | Club |
| -------------- | ----------------- | ---- |
| Lamine Diarra  | FK Partizan       | 19   |
| Nenad Milijaš  | Estrella Roja     | 18   |
| Dragan Mrđa    | FK Vojvodina      | 13   |
| Nikola Simić   | Javor Ivanjica    | 12   |
| Almami Moreira | FK Partizan       | 9    |
| Eugene Sepuya  | Čukarički Stankom | 9    |
| Dušan Tadić    | FK Vojvodina      | 9    |

Fuente: superliga.rs

### Plantel Campeón
- La siguiente es la plantilla del equipo campeón Partizan de Belgrado.

| FK Partizan Belgrado |
| Porteros: Mladen Božović (33) Defensas: Ivan Obradović (29); Ivan Stevanović (26/1); Srđa Knežević (24/1); Nenad Đorđević (22/1); Marko Jovanović (16); Goran Gavrančić (12); Rajko Brežančić (7); Aleksandar Kosorić (2); Milovan Sikimić (2); Bogdan Stević (1). Mediocampistas: Ljubomir Fejsa (27); Almami Moreira (27/9); Adem Ljajić (24/5); Radosav Petrović (21/1); Juca (18/2); Nemanja Tomić (14/2); Nikola Vujović (11/3); Danijel Marčeta (2); Branko Mihajlović (1); Vojkan Miljković (1). Delanteros: Miloš Bogunović (32/6); Lamine Diarra (29/19); Washington (12/4); Brana Ilić (11/2); Aleksandar Đoković (1). Entrenador: Slaviša Jokanović. |

## Segunda Liga
En la Segunda División (Prva Liga Srbija) compitieron 18 clubes, cinco equipos fueron ascendidos a la Superliga Serbia debido al aumento de esta última de 12 a 16 equipos para la próxima temporada. dos clubes fueron relegados a la Liga Srpska, tercera división del fútbol serbio.
|  |     | Equipo                   | PJ | PG | PE | PP | GF | GC | DG  | PTS |
|  | --- | ------------------------ | -- | -- | -- | -- | -- | -- | --- | --- |
|  | 1.  | BSK Borča                | 34 | 20 | 10 | 4  | 45 | 16 | +29 | 70  |
|  | 2.  | FK Smederevo             | 34 | 19 | 9  | 6  | 47 | 24 | +23 | 66  |
|  | 3.  | Mladi Radnik Požarevac   | 34 | 18 | 8  | 8  | 37 | 24 | +13 | 62  |
|  | 4.  | Spartak Zlatibor Voda    | 34 | 17 | 9  | 8  | 46 | 27 | +19 | 60  |
|  | 5.  | Metalac Gornji Milanovac | 34 | 15 | 10 | 9  | 38 | 30 | +8  | 55  |
|  | 6.  | FK Inđija                | 34 | 15 | 10 | 9  | 49 | 34 | +15 | 55  |
|  | 7.  | FK Sevojno               | 34 | 13 | 12 | 9  | 53 | 37 | +16 | 51  |
|  | 8.  | ČSK Pivara               | 34 | 14 | 8  | 12 | 31 | 35 | –4  | 50  |
|  | 9.  | SREM Sremska Mitrovica   | 34 | 11 | 11 | 12 | 33 | 35 | –2  | 44  |
|  | 10. | Mladost Apatin           | 34 | 11 | 10 | 13 | 29 | 30 | –1  | 43  |
|  | 11. | FK Novi Sad              | 34 | 11 | 9  | 14 | 41 | 42 | –1  | 42  |
|  | 12. | Kolubara Lazarevac       | 34 | 10 | 12 | 12 | 33 | 36 | –3  | 42  |
|  | 13. | Dinamo Vranje            | 34 | 9  | 12 | 13 | 36 | 39 | –3  | 39  |
|  | 14. | Mladost Lučani           | 34 | 10 | 8  | 16 | 25 | 43 | –18 | 38  |
|  | 15. | Bežanija Novi Beograd    | 34 | 8  | 13 | 13 | 34 | 40 | –6  | 37  |
|  | 16. | FK Novi Pazar            | 34 | 10 | 6  | 18 | 33 | 47 | –14 | 36  |
|  | 17. | Voždovac Belgrado        | 34 | 7  | 11 | 16 | 32 | 43 | –11 | 32  |
|  | 18. | Hajduk Belgrado          | 34 | 2  | 4  | 28 | 20 | 80 | –60 | 10  |

Ascensos desde tercera liga: Zemun Belgrado, Teleoptik Zemun, Proleter Novi-Sad, Radnicki Sombor, Sloga Kraljevo, Radnicki Nis.